# Pierre Tornade
Pierre Tornade (Bort-les-Orgues, Corrèze, 21 de janeiro de 1930 – Rambouillet, Yvelines, 7 de março de 2012) foi um ator de cinema, televisão e dobrador francês. Participou em mais de 120 filmes e séries de televisão entre 1956 e 1998.

## Biografia
Pierre Tournadre nasceu em Bort-les-Orgues, no departamento francês de Corrèze. Iniciou a sua carreira teatral em 1956, onde atuou na comédia musical Irma la douce, e depois estreou-se no cinema em Les Truands, onde adotou o seu nome artístico, Tornade. No ano seguinte, desempenhou um papel teatral em Péricles, Príncipe de Tiro antes de se juntar à trupe Branquignols, que incluía também Jean Lefebvre, Michel Serrault e Micheline Dax.
Tornou-se então requisitado na televisão e apareceu em sitcoms como Thierry la Fronde (1963), Le Chevalier d'Harmental (1966), Les Sept de l'escalier quinze B (1967) e Les Dossiers de l'agence O (1968).
Por causa da sua estatura alta e imponente, aparecia frequentemente como polícia ou soldado. Os seus papéis mais famosos foram como o pai da vítima, Dupont Lajoie (1975), o Capitão Dumont em Mais où est donc passée la septième compagnie? (1973) e suas sequelas, e o comissário Florimond Faroux da série Nestor Burma.
Famoso dobrador, foi ouvido como chefe da aldeia Abraracourcix e outras personagens nos filmes de animação Astérix o Gaulês (1967), Astérix e Cleópatra (1968) e Os 12 Trabalhos de Astérix (1976). Mais tarde, deu voz a Averell Dalton nos filmes de animação de Lucky Luke, incluindo Lucky Luke (1971) e La Ballade des Dalton (1978) e Les Dalton en cavale (1983). Também deu voz a Obelix em quatro outros filmes de animação de Astérix, incluindo Astérix e a Surpresa de César (1985),  Astérix entre os Bretões (1986), Astérix e a Grande Luta (1989) e Astérix conquista América (1994).
Foi nomeado Cavaleiro da Ordem Nacional do Mérito francês em 1996. Tornade morreu a 7 de março de 2012 no hospital de Rambouillet, após vários dias em coma. Tinha caído acidentalmente nas escadas da sua residência em Yvelines na semana anterior e estava em coma desde então.